# ForuM-Studie
Der Forschungsverbund „ForuM – Forschung zur Aufarbeitung von sexualisierter Gewalt und anderen Missbrauchsformen in der Evangelischen Kirche und Diakonie in Deutschland“ war ein interdisziplinäres Projekt, das sich mit der Aufarbeitung von Fällen sexueller Gewalt und anderer Missbrauchsformen innerhalb der Evangelischen Kirche und der Diakonie in Deutschland befasste. Ziel des Projekts war es, wissenschaftliche Erkenntnisse zu sammeln und bereitzustellen, die zur besseren Aufarbeitung von Missbrauchsfällen beitragen und die Ursachen sowie strukturellen Bedingungen, die Missbrauch begünstigen, zu identifizieren. Ziel war eine Gesamtanalyse evangelischer Strukturen und systemischer Bedingungen, die sexualisierte Gewalt begünstigen und ihre Aufarbeitung erschweren.
Zentrales Element war der am 24. Januar 2024 veröffentlichte Abschlussbericht des Forschungsverbundes ForuM (ForuM-Studie).

## Geschichte
Im Juni 2018 wurde die Fallanalyse „Sexueller Kindesmissbrauch im Kontext der evangelischen und katholischen Kirche“ des UBSKM veröffentlicht. Bis zu diesem Zeitpunkt gab es keine funktionierende Aufarbeitungskultur in der EKD. Die Katholische Kirche war zu diesem Zeitpunkt bereits deutlich weiter; im September 2018 wurde bezüglich der sexualisierter Gewalt in der katholischen Kirche die MHG-Studie veröffentlicht. Zu diesem Zeitpunkt, September 2018, hatte die EKD noch keine Pläne für eine eigene Studie. Allerdings wurde auf der EKD-Synode im Herbst 2018 ein 11-Punkte-Plan beschlossen. Punkt 4 sah die Erstellung einer Dunkelfeldstudie vor. Auf Grund dieses Punktes wurde die ForuM-Studie in Auftrag gegeben. Zu diesem Zeitpunkt waren offiziell 479 Missbrauchsfälle seit 1950 in der EKD bekannt.

## Teilprojekte
Die ForuM-Studie ist in insgesamt sechs Teilprojekte gegliedert.
Metaprojekt
Das Metaprojekt wurde von Martin Wazlawik von der Hochschule Hannover verantwortet. Das Metaprojekt EKD koordiniert den gesamten Forschungsverbund im Rahmen des Projekts „ForuM“, sorgt für die Integration und Aufbereitung der Ergebnisse, entwickelt Modelle für die lokale Aufarbeitung und fördert die Wissenschaftskommunikation, wobei es auch mehrere kleinere Studien zu spezifischen Fragestellungen durchführt.
Teilprojekt A
Das Teilprojekt A wurde von Thomas Großbölting und Martin Wazlawik und der Forschungsstelle für Zeitgeschichte Hamburg verantwortet. Teilprojekt A untersucht aus historischer und religionssensibler Perspektive den Umgang der evangelischen Kirche mit sexualisierter Gewalt in kirchlichen, staatlichen und öffentlichen Kontexten und analysiert dabei die Auswirkungen politischer Veränderungen sowie gesellschaftlicher Wechselwirkungen, während es auch als Grundlage für die anderen Teilprojekte dient.
Teilprojekt B
Teilprojekt B wurde von Fabian Kessl der Uni Wuppertal und Friederike Lorenz-Sinai  von der Fachhochschule Potsdam verantwortet. Teilprojekt B untersucht die organisatorischen und institutionellen Bedingungen, die sexualisierte Gewalt in der evangelischen Kirche und Diakonie begünstigen, analysiert die Praxis der Aufarbeitung in deutschen und internationalen Kontexten und entwickelt auf Grundlage von Fallstudien Empfehlungen für zukünftige Präventions- und Aufarbeitungsmaßnahmen.
Teilprojekt C
Teilprojekt C wurde von Helga Dill und Peter Caspari verantwortet. Teilprojekt C untersucht die vielfältigen Erfahrungen von Betroffenen sexualisierter Gewalt in der Evangelischen Kirche und Diakonie, indem es verschiedene Gewaltformen, Täter-Betroffenen-Konstellationen, institutionelle Rahmenbedingungen und historische Phasen berücksichtigt, und führt partizipative Interviews durch, um eine vielschichtige Rekonstruktion der Fälle und des institutionellen Umgangs zu ermöglichen.
Teilprojekt D
Teilprojekt D wurde von Safiye Tozdan und Peer Briken verantwortet. Teilprojekt D untersucht aus der Perspektive der Betroffenen die täterschützenden Strukturen innerhalb der evangelischen Kirche und Diakonie sowie die Merkmale von Beschuldigten in Fällen sexualisierter Gewalt, wobei die Analyse in drei Teilschritten erfolgt: Interviews mit Betroffenen zur Erfassung täterschützender Strukturen, eine quantitative Online-Studie zu den Erfahrungen der Betroffenen und Interviews mit Beschuldigten zur Erfassung ihrer Perspektive.
Teilprojekt E
Teilprojekt E wurde von Harald Dressing und Dieter Dölling und Andreas Hoell verantwortet. Teilprojekt E analysiert das Ausmaß sexualisierter Gewalt in der evangelischen Kirche, ermittelt Kennzahlen zu Tätern, Betroffenen und Tatkomplexen und erfasst systematisch den institutionellen Umgang mit solchen Fällen, um Risikokonstellationen und strukturelle Dynamiken zu identifizieren, die Gewalt begünstigen oder deren Aufarbeitung erschweren. Die Erhebung von Fallzahlen und Beschuldigten im Teilprojekt E war aufgrund unzureichender Dokumentation und fehlender verbindlicher Regeln schwierig. Zudem gab es Hinweise auf inoffizielle Sammlungen und mögliche Aktenvernichtung oder -manipulation in einigen Kirchenämtern.

## Forschungsergebnisse
Betroffene
Im Rahmen der Studie wurden 2.225 Betroffene sexualisierter Gewalt festgestellt. Das Durchschnittsalter der Betroffenen bei der ersten Tat lag bei ungefähr 11 Jahren. Eine Hochrechnung ergab, dass es in der EKD mindestens 9.355 Betroffene geben muss.
Beschuldigte
Im Rahmen der Studie wurden 1.259 Beschuldigte sexualisierter Gewalt festgestellt. Das Durchschnittsalter der Täter liegt im Durchschnitt bei 39 Jahren.
Begünstigende Faktoren
Die Studie stellte die folgenden Begünstigenden Faktoren für sexualisierter Gewalt im evangelischen Kontext fest
- „Diffusion von Verantwortung“
- übermäßiges Harmoniebedürfnis
- Konfliktunfähigkeit im „Milieu der Geschwisterlichkeit“
- starker Glaube daran, dass die evangelische Kirche ein sicherer Ort sei.

Umgang mit Betroffenen
Laut Studie erfuhren Betroffene bei kirchlichen Stellen kaum Unterstützung, ihre Aussagen wurden infrage gestellt und die Täter geschützt, während die Opfer stattdessen mit Forderungen nach Vergebung konfrontiert wurden, ohne dass die Taten angemessen behandelt wurden.

## Empfehlungen
Die ForuM-Studie enthält 46 konkrete Empfehlungen die an die EKD gerichtet sind. Die Forscher gehen davon aus, dass diese Empfehlungen dazu beitragen die sexualisierte Gewalt in der EKD zu verringern. Die EKD-beschloss auf der Synode im November 2024 einen 12-Pukte-Maßnahmenplan der die Empfehlungen enthalten und umsetzen soll.
Grundsätzliche Empfehlungen:
- Die Kultur des Schweigens über sexualisierte Gewalt in der evangelischen Kirche und Diakonie muss überwunden und das Thema als Teil der Realität der Kirche anerkannt sowie breit diskutiert werden, um notwendige strukturelle Veränderungen zu ermöglichen.[16]
- Obwohl bereits entwickelte Maßnahmen wie finanzielle Leistungen, Änderungen im Disziplinargesetz und Schutzkonzepte wichtig sind, erfordert eine erfolgreiche Aufarbeitung von sexualisierter Gewalt eine tiefgehende Auseinandersetzung mit evangelisch-spezifischen Phänomenen, heteronormativen Denk- und Verhaltensmustern sowie der Reflexion von Sexualität, Macht, Geschlecht und Abhängigkeitsverhältnissen im kirchlichen Kontext.[16]
- Die im Abschlussbericht beschriebenen institutionellen und evangelisch-spezifischen Phänomene im Umgang mit sexualisierter Gewalt deuten auf eine eigene kirchliche Kultur hin, die in allen Konzepten zur Prävention, Intervention und Aufarbeitung berücksichtigt werden muss, da die bloße Übernahme externer Ansätze nicht ausreicht.[16]
- Die im Abschlussbericht identifizierten institutionellen und evangelisch-spezifischen Phänomene im Umgang mit sexualisierter Gewalt weisen auf eine eigenständige kirchliche Kultur hin, die in allen Konzepten zu Prävention, Intervention und Aufarbeitung berücksichtigt werden muss, anstatt einfach Konzepte aus anderen Kontexten zu übernehmen.[17]
- Die im Abschlussbericht dargestellten institutionellen und evangelisch-spezifischen Phänomene im Umgang mit sexualisierter Gewalt deuten auf eine eigenständige kirchliche Kultur hin, die in allen Maßnahmen zur Prävention, Intervention und Aufarbeitung berücksichtigt werden muss, anstatt lediglich Konzepte aus anderen Kontexten zu übernehmen.[17]
- Betroffene sexualisierter Gewalt in der evangelischen Kirche haben durch sexuelle Ausbeutung und Manipulation nachhaltige Schäden an ihren zwischenmenschlichen und institutionellen Bindungen erlitten, weshalb ihr Kontakt zu kirchlichen Vertreter von Angst und Misstrauen geprägt sein kann, was eine zugewandte, transparente und respektvolle Kommunikation ohne Pathologisierung erfordert.[17]
- Die Betroffenenvertretung im Beteiligungsforum der EKD zeigt grundsätzlich Zufriedenheit mit der Praxis der Entscheidungsfindung, doch es besteht Bedarf an weiterentwickelten Beteiligungskonzeptionen, die die Heterogenität der Betroffenengruppen berücksichtigen und verschiedene Partizipationsformate anbieten, um unterschiedlichen Ressourcen und Bedürfnissen gerecht zu werden. Dabei sollten Zugangswege, Transparenz in der Kommunikation, die Einbeziehung einer externen, kirchenunabhängigen Begleitung und die Prüfung von Barrieren und Bekanntmachungsstrategien zentrale Elemente des Konzeptionsprozesses sein.[18] Die Wichtigkeit diese Punktes wird auch von der Unabhängigen Kommission der UBSKM herausgestellt.[19]
- Die zentrale Herausforderung für Prävention, Intervention und Aufarbeitung ist die verbindliche Klärung und Umsetzung einheitlicher Standards und Konzepte für alle evangelischen Einrichtungen, Träger und Verbände, um sicherzustellen, dass Betroffene sexualisierter Gewalt nicht zwischen verschiedenen kirchlichen Rechtsträgern benachteiligt werden und Zugang zu Anerkennungsleistungen erhalten.[18]

## Unterschlagung von Betroffenenzahlen
Nachdem die Studie im Januar 2024 veröffentlicht worden war, stellte sich bereits im Juli 2024 heraus, dass die angegebenen Betroffenenzahlen nicht stimmten. Die evangelische Landeskirche Hannovers korrigierte ihre Betroffenenzahlen um Juli 2024 nach oben. Bei der Übermittlung der Betroffenenzahlen hatte die Landeskirche Hannovers in einem Fall einen Betroffenenzahl von 4 angegeben. Tatsächlich hatte es in dem Fall jedoch 45 Betroffene gegeben; dies war der Landeskirche Hannovers auch bekannt, da sie selbst im Jahr 2002 diese Betroffenenzahl für den Fall übermittelt hatte. Als Begründung für die absichtliche zu niedrig genannte Betroffenenzahl hatte die Landeskirche Hannovers angegeben, dass ihr nur die Namen von 4 Betroffenen bekannt wären und sie daher nur 4 Betroffene übermittelt hatte. Diese Unterschlagung von Betroffenenzahlen führte zu erneuten Rücktrittsforderungen von Landesbischof Ralf Meister.

## Probleme in der Mitarbeit der EKD
Die Angaben zu den Betroffenen und Beschuldigten in den Landeskirchen und Diakonischen Werken wurden in zwei Teilschritten ermittelt und am Ende des zweiten Teilschritts zusammenfassend ausgewertet. Im ersten Teilschritt wurden Daten aus den Unterlagen der Unabhängigen Kommissionen sowie aus weiteren Untersuchungen und Datensammlungen der Landeskirchen und Diakonischen Werke zu Fällen von sexualisierter Gewalt verwendet, die als "bekannte Fälle" bezeichnet wurden. Für den zweiten Teilschritt waren ursprünglich Stichproben von Personalakten der Mitarbeitenden auf verschiedenen Verwaltungsebenen der Landeskirchen vorgesehen.
Während des Projekts gab es jedoch erhebliche Verzögerungen bei der Zuarbeit der Landeskirchen im ersten Teilschritt, und viele Landeskirchen gaben an, nicht über ausreichend Personalressourcen zu verfügen, um die Personalakten durchzusehen. Daher konnte die ursprünglich geplante Analyse der Personalakten nicht durchgeführt werden. Stattdessen wurde eine Analyse von Disziplinarakten für alle Pfarrpersonen vorgenommen, die als „Fälle aus Disziplinarverfahren“ bezeichnet wurden. Nur eine Landeskirche konnte exemplarisch alle Personalakten von Pfarrpersonen durchsehen.
Die verwendeten Datenquellen (bekannte Fälle sexualisierter Gewalt und Fälle aus Disziplinarverfahren) stellen daher hochselektive Stichproben dar und spiegeln nicht das gesamte Ausmaß von Missbrauch in den Landeskirchen und Diakonischen Werken wider. Dies führt zu einer erheblichen Unterschätzung der tatsächlichen Fallzahlen. Bei der Berechnung der Gesamtzahlen von Beschuldigten und Betroffenen aus beiden Teilschritten fiel auf, dass nicht für alle im ersten Teilschritt identifizierten Fälle entsprechende Daten bereitgestellt wurden. In der abschließenden Auswertung konnte auf der Basis der vorliegenden Quellen eine Gesamtstichprobe von 1.259 Beschuldigten und 2.225 Fällen in die Auswertungen einbezogen werden, die sich aus den Teilschritten "bekannte Fälle" und "Fälle aus Disziplinarverfahren" zusammensetzte.
Die Ergebnisse der Untersuchung basieren auf einer stark eingeschränkten Quellenlage, die sich aus den Disziplinarakten, Personalakten und weiteren Unterlagen zusammensetzt. Aufgrund der Beschränkung auf die Disziplinarakten im zweiten Teilschritt der Studie wird die ermittelte Zahl als nur die „Spitze des Eisbergs“ betrachtet. Im Gegensatz zur MHG-Studie, die auf einer breiten Grundlage von 38.156 durchgesehenen Personalakten katholischer Pfarrer basierte, stützt sich die vorliegende Untersuchung auf nur 4.282 Disziplinarakten, 780 Personalakten und 1.318 weitere Dokumente. Bereits in der MHG-Studie wurde das Ergebnis als „Spitze des Eisbergs“ bezeichnet, da nicht alle Fälle sexualisierter Gewalt in den Personalakten der Beschuldigten erfasst waren. Vor diesem Hintergrund fällt der Anteil der ermittelten Fälle in dieser Untersuchung zwangsläufig noch geringer aus.
Für die evangelische Kirche standen bei dieser Untersuchung deutlich weniger Quellen zur Verfügung als bei der katholischen Kirche. Um vergleichbare Ergebnisse wie die MHG-Studie zu erzielen, wäre eine vollständige Durchsicht der Personalakten aller Pfarrpersonen in den Landeskirchen erforderlich gewesen. Eine solche vollständige Analyse wurde in einer Landeskirche exemplarisch durchgeführt, die über ausreichende personelle Ressourcen verfügte. Dabei zeigte sich, dass fast 60 % der Beschuldigten und rund 75 % der Betroffenen nur durch die teilschrittweise Analyse in dieser Landeskirche nicht ermittelt worden wären. Das deutet darauf hin, dass eine umfassende Personalaktendurchsicht in anderen Landeskirchen zu deutlich höheren Fallzahlen führen würde und somit eine vollständige Aufarbeitung erforderlich ist, um das wahre Ausmaß von sexualisierter Gewalt in der evangelischen Kirche zu erfassen.
Eine Recherche vom SWR-Magazin Monitor bestätigte, dass keine Daten aus Personalakten vorgelegt wurde.
Die EKD-Ratsvorsitzende Kirsten Fehrs bestreitet hingegen, dass die EKD mit den Forscherteam vertraglich vereinbart hatte, dass die Datenquelle für den ersten Teilschritt aus einer Stichprobe aller Personalakten der Beschäftigten bestehen sollte. Der Religionssoziologe Detlev Pollack ist ebenfalls der Meinung, dass die Kirche habe geliefert habe, was sie hätte liefern sollte. Laut Studie kann nicht ausgeschlossen werden, dass Akten vernichtet wurden. Laut unabhängiger Kommission der UBSKM liegt das Versagen für die nicht vorgelegten Daten bei der EKD.
Der Staatsrechtsprofessor Stephan Rixen kritisierte das Verhalten von EKD und Diakonie. Denn oftmals seien bei Taten von sexualisierter Gewalt keine Disziplinarakten angelegt worden. „Es ist völlig absurd, dass nicht die Personalakten untersucht werden, weil sich bei realistischer Betrachtung auch in Personalakten Anhaltspunkte für Fehlverhalten finden“, sagte Rixen.

## Rezeption
Die ForuM-Studie zur Aufarbeitung sexueller Gewalt und anderer Missbrauchsformen in der Evangelischen Kirche und der Diakonie in Deutschland stellt einen bedeutenden wissenschaftlichen Beitrag zur Auseinandersetzung mit einem der gravierendsten gesellschaftlichen Probleme dar. Die Untersuchung, die auf den Erfahrungen von Betroffenen, Aktenanalysen und Interviews basiert, beleuchtet in erschütternder Weise die strukturellen Bedingungen und Mechanismen, die sexuellen Missbrauch innerhalb dieser Institutionen begünstigten. Sie zeigt auf, dass die Evangelische Kirche in Deutschland (EKD) über Jahre hinweg das Ausmaß des Missbrauchs und die bestehenden Probleme nicht nur nicht vollständig anerkannt hat, sondern auch aktiv eine umfassende Aufarbeitung blockierte.
Ein zentrales Ergebnis der Studie ist die Entlarvung des idealisierten Selbstbildes der EKD als „bessere“ und „aufgeklärtere“ Institution, das sich in der öffentlichen Wahrnehmung als moralische Alternative zur katholischen Kirche darstellt. Das Bild einer „sauberen“ Kirche, in der keine Missbrauchsstrukturen existieren, wird durch die ForuM-Studie fundamental in Frage gestellt. Die ekklesiastischen Strukturen der Evangelischen Kirche waren, wie sich zeigt, nicht weniger anfällig für sexuellen Missbrauch als die der katholischen Kirche, sondern konnten diesen in einem ähnlichen Ausmaß ermöglichen. Die Ergebnisse belegen eine dramatische Diskrepanz zwischen dem öffentlichen Anspruch der Kirche und den realen Bedingungen innerhalb ihrer Institutionen.
Die Forscherinnen der ForuM-Studie, die mit Aktenanalysen, Interviews und historischen Rekonstruktionen einen umfassenden Überblick über die Missbrauchsgeschichte in der Evangelischen Kirche und Diakonie gaben, leisten herausragende Arbeit. Sie machten es trotz erheblicher Widerstände seitens der Landeskirchen und der EKD möglich, wertvolle Daten zu sammeln. Die Blockade von Personalakten und die unzureichende Unterstützung seitens der Kirchenleitung stellen einen schwerwiegenden Rückschlag für die Aufarbeitung dar. Die Verantwortung für die unvollständigen oder fehlenden Daten liegt unmissverständlich bei der EKD und darf nicht auf die Forschenden oder die Betroffenen abgewälzt werden.
Die Studie verdeutlicht auch, wie institutionelle Interessen und das Festhalten an einem positiven Selbstbild die Aufarbeitung von Missbrauch erschwerten und verzögerten. In vielen Fällen wurde der Wunsch, das Bild einer „unbescholtenen“ Kirche aufrechtzuerhalten, über den Schutz der Betroffenen und die notwendige Aufklärung gestellt. Diese Haltung ist ein zentrales Versäumnis, das sowohl moralisch als auch gesellschaftspolitisch verwerflich ist.